# Мальорка B
«Мальорка B» (исп. RCD Mallorca B) — испанский футбольный клуб из города Пальма-де-Мальорка в автономном сообществе Балеарские острова, резервная команда клуба «Мальорка». Клуб основан в 1967 году, гостей принимает на арене «Сан Бибилони», вмещающей 18 000 зрителей. В Примере команда никогда не выступала, лучшим результатом является 19-е место в Сегунде в сезоне 1998/99.

## Прежние названия
- 1967–1983 — «Коллеренсе»
- 1983–1993 — «Мальорка Атлетико»
- 1993— «Мальорка B»

## Сезоны по дивизионам
- Сегунда - 1 сезон
- Сегунда B - 17 сезонов
- Терсера - 19 сезонов
- Региональнын лиги - 12 сезонов.

## Достижения
- Терсера
  - Победитель (7): 1984/85, 1985/86, 1988/89, 1993/94, 1994/95, 2008/09, 2013/14

## Известные игроки
- Родриго Бранья
- Лео Франко
- Даниэль Гуиса
- Альберт Луке
- Хосе Луис Марти
- Мигель Анхель Мойя
- Наусет Перес
- Альберт Риера
- Тони
- Диего Тристан

## Известные тренеры
- Хуан Рамон Лопес Каро
- Лоренсо Серра Феррер
- Микель Солер
- Висенте Энгонга